# Финагин, Владислав Александрович
Владисла́в Алекса́ндрович Фина́гин (род. 15 августа 1951, Узловая, Узловский район, Московская область, РСФСР, СССР) — государственный деятель Приднестровской Молдавской Республики. Председатель Комитета государственной безопасности Приднестровской Молдавской Республики с 24 января 2012 по 17 мая 2013. Секретарь Совета безопасности Приднестровской Молдавской Республики с 17 мая по 20 ноября 2013 и с 11 февраля 2015 по 23 января 2017. Генерал-майор.

## Биография
Родился 15 августа 1951 в городе Узловая Московской области (ныне в Тульской области). По национальности русский.
С 1970 по 1972 проходил срочную службу в рядах Советской армии.

### Образование
В 1968 окончил профессиональное техническое училище города Узловая Тульской области.
В 1989 окончил Кировоградский институт сельскохозяйственного машиностроения по специальности «инженер-механик».

### Трудовая деятельность
С 1968 по 1970 — слесарь по ремонту оборудования на машиностроительном заводе в Тульской области. С 1972 после увольнения в запас с воинской службы, вновь работал на машиностроительном заводе.
С 1973 по 1975 — слесарь сталепрокатного завода в Орле, слесарь-монтажник ремонтно-строительного управления в Новомосковске.
С 1975 по 1991 — слесарь по ремонту районного объединении «Молдсельхозтехника» города Дубоссары, инженер-технолог филиала «Программатор», директор филиала.
С 1990 по 1994 — председатель городского Совета народных депутатов города Дубоссары.
С 21 ноября 1994 по январь 2007 — глава государственной администрации Дубоссарского района и города Дубоссары.
С 2009 по 2011 — член Центральной избирательной комиссии Приднестровской Молдавской Республики.
С 24 января 2012 по 17 мая 2013 — председатель Комитета государственной безопасности Приднестровской Молдавской Республики.
С 17 мая по 20 ноября 2013 — секретарь Совета безопасности Приднестровской Молдавской Республики.
С 20 ноября 2013 по 11 февраля 2015 — секретарь Государственного совета Приднестровской Молдавской Республики в ранге Советника Президента Приднестровской Молдавской Республики. 
С 11 февраля 2015 по 23 января 2017 — секретарь Совета безопасности Приднестровской Молдавской Республики.

### Приднестровский конфликт
Финагин был одним из лидеров забастовочного движения в Молдавской ССР в 1989. Избирался депутатом Дубоссарского городского Совета народных депутатов, с 1990 по 1995 — депутат Верховного совета Приднестровской Молдавской Республики I созыва, член Президиума Верховного совета.
В ходе эскалации насилия в Дубоссарах 13—14 декабря 1991 вместе с Президентом Приднестровской Молдавской Республики Игорем Смирновым, в качестве председателя Дубоссарского городского исполнительного комитета (Горисполкома), принимал участие в переговорах с представителями Молдавии — председателем парламентской комиссии по борьбе с преступностью Виктором Берлинским и заместителем министра внутренних дел Молдавии Борисом Муравским. В ходе переговоров была достигнута договорённость о разводе вооружённых подразделений сторон конфликта.
Финагин сыграл важную роль в создании Народного ополчения ПМР,. Внёс значительный вклад в создание и развитие Приднестровской Молдавской Республики.

## Награды
- Орден Республики
- Орден «За личное мужество»
- Орден «За заслуги» I и II (2013) степеней
- Медаль «Защитнику Приднестровья»
- Медаль «За заслуги в миротворческой операции»[11]